# Кровелл (Техас)
Кровелл (англ. Crowell) — місто (англ. city) в США, в окрузі Форд штату Техас. Населення — 769 осіб (2020).

## Географія
Кровелл розташований за координатами 33°59′1″ пн. ш. 99°43′28″ зх. д. / 33.98361° пн. ш. 99.72444° зх. д. (33.983561, -99.724374).  За даними Бюро перепису населення США в 2010 році місто мало площу 4,89 км², з яких 4,88 км² — суходіл та 0,00 км² — водойми.

## Демографія
Згідно з переписом 2010 року, у місті мешкало 948 осіб у 399 домогосподарствах у складі 253 родин. Густота населення становила 194 особи/км².  Було 516 помешкань (106/км²).
Расовий склад населення:
| - 89,9 % — білих - 4,5 % — чорних або афроамериканців - 0,4 % — азіатів - 0,2 % — корінних американців - 4,0 % — осіб інших рас |

До двох чи більше рас належало 0,9 %. Частка іспаномовних становила 14,3 % від усіх жителів.
За віковим діапазоном населення розподілялося таким чином: 22,2 % — особи молодші 18 років, 54,1 % — особи у віці 18—64 років, 23,7 % — особи у віці 65 років та старші. Медіана віку мешканця становила 44,8 року. На 100 осіб жіночої статі у місті припадало 87,0 чоловіків;  на 100 жінок у віці від 18 років та старших — 87,3 чоловіків також старших 18 років.
Середній дохід на одне домашнє господарство  становив 43 595 доларів США (медіана — 26 583), а середній дохід на одну сім'ю — 53 988 доларів (медіана — 58 281). За межею бідності перебувало 15,1 % осіб, у тому числі 10,8 % дітей у віці до 18 років та 2,0 % осіб у віці 65 років та старших.
Цивільне працевлаштоване населення становило 278 осіб. Основні галузі зайнятості: роздрібна торгівля — 22,3 %, освіта, охорона здоров'я та соціальна допомога — 17,6 %, сільське господарство, лісництво, риболовля — 13,7 %, будівництво — 11,2 %.